# Next Computer

Nexts logo, designad av Paul Rand.

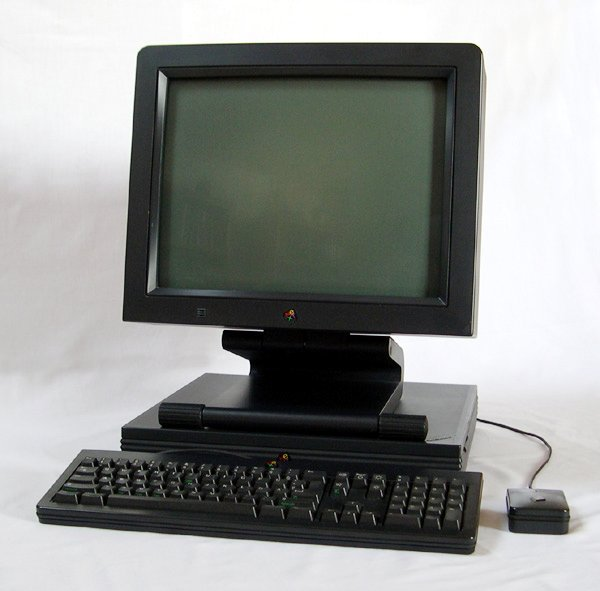
Nextstation av Next.

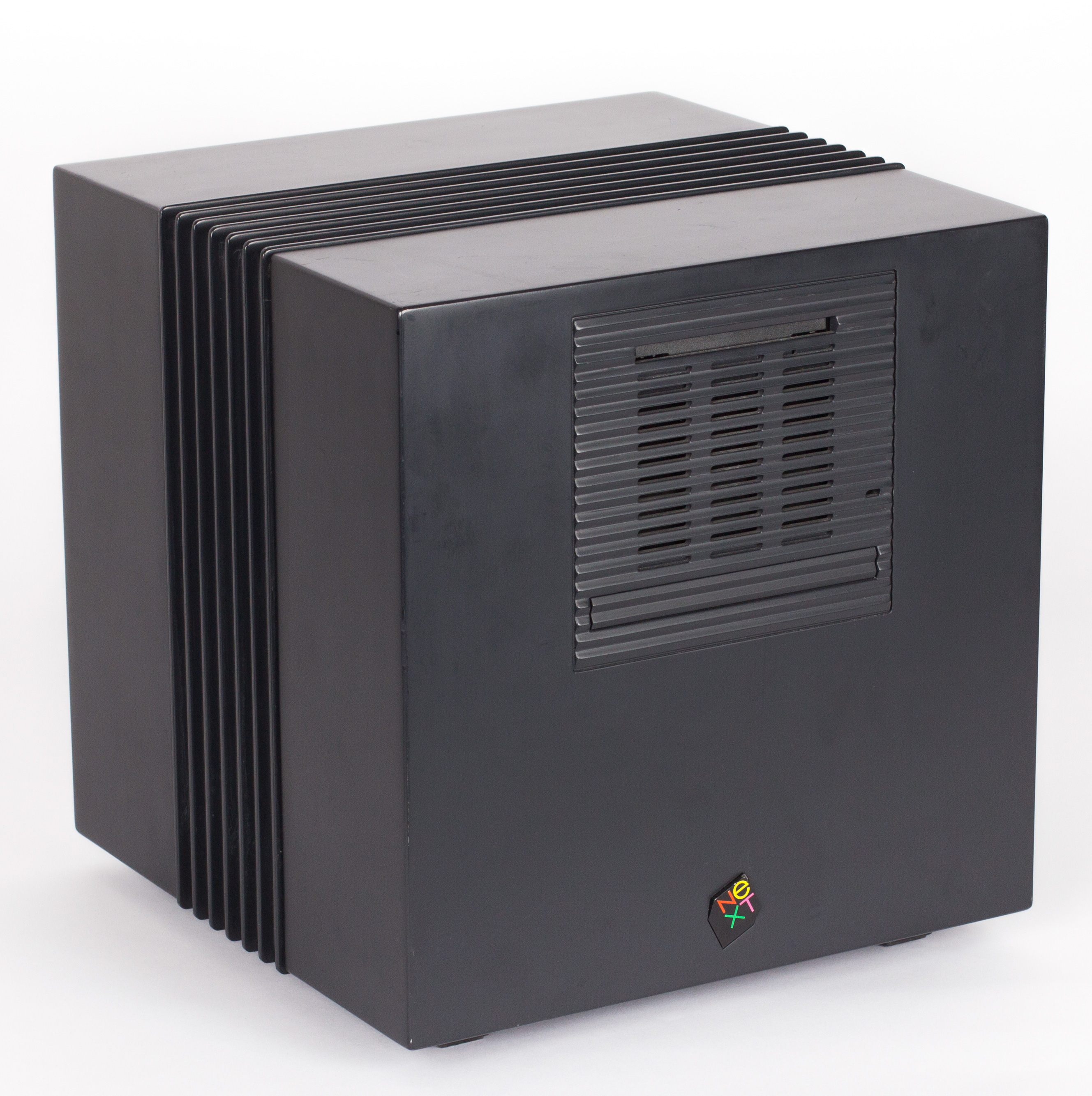
Nextcube designades av Frog-design.

Next (i marknadsföringssammanhang skrivet NeXT) var ett amerikanskt företag som grundades av Steve Jobs 1985.
Next tillverkade datorer (Nextcube och Nextstation) som använde det egna operativsystemet Nextstep, vilket byggde på BSD. Datorerna var kraftfulla men dyra och blev ingen försäljningssuccé. Datorernas design skapades av Frog design. Företaget utvecklade också Web Objects, en av de första riktiga applikationsserverplattformarna. 1996 köptes Next av Apple och Nextstep blev grunden till Apples OS X.